# Ratkovce
Ratkovce (allemand : Rackowitz, Ratkowitz), est un village de Slovaquie situé dans la région de Trnava.

## Histoire
Première mention écrite du village en 1388
.

## Démographie

### Évolution de la population
| Année:               | 1994. | 2004.   | 2014.    | 2024.   |
| -------------------- | ----- | ------- | -------- | ------- |
| Nombre de personnes: | 304   | 288     | 337      | 362     |
| Différence:          |       | -5,26 % | +17,01 % | +7,41 % |

| Année:               | 2023. | 2024.   |
| -------------------- | ----- | ------- |
| Nombre de personnes: | 360   | 362     |
| Différence:          |       | +0,55 % |